# غارفان
غارفان (بالبلغارية: Гарван)‏ قرية تقع إدارياً ضمن بلدية غابروفو ‏ في بلغاريا. ويبلغ عدد سكانها 59 نسمة حسب تعداد 15 مارس 2015. تعتمد غارفان للبريد على الرمز البريدي 5345.